# Institut de Salut Carlos III
L'Institut de Salut "Carlos III" (ISCIII) és un organisme autònom públic espanyol. Va ser creat l'any 1986, durant l'etapa de ministre de Sanitat i Consum d'Ernest Lluch, arran de la promulgació de la Llei General de Sanitat. Entre els seus objectius es troben els de suport cientificotècnic al Sistema Nacional de Salut i al conjunt de la societat, així com de formació, control sanitari i recerca en ciències de la salut. Es troba adscrit a la Secretaria d'Estat d'Universitats, Recerca, Desenvolupament i Innovació.
L'ISCIII va incorporar nombrosos centres i escoles nacionals que els seus orígens se situen en iniciatives creades al llarg del segle xx. Entre ells, l'Escola Nacional de Sanitat (1922), i l'Escola Nacional de Medicina del Treball (1948) són les institucions avui existents amb major antiguitat.

## Òrgans de direcció
Els òrgans de direcció de l'Institut de Salut "Carlos III", són:
- Consell Rector estarà format 16 membres:

Un president, que serà el Ministre de Sanitat i Consum.
Un Vicepresident, que és al seu torn el Director de l'Institut.
Sis vocals que pertanyen a diferents ministeris, alts càrrecs de la Secretaria d'Estat d'Universitats, Recerca, Desenvolupament i Innovació i l'altre serà el President del CSIC.
Quatre vocals de les Comunitats Autònomes, triats d'entre els seus membres pel Consell Interterritorial del Sistema Nacional de Salut.
Tres vocals designats pel Ministre de Sanitat i Consum
Un Secretari de l'Institut
- Director (rang de Director General) és nomenat i separat mitjançant Reial decret acordat en Consell de Ministres, a proposta del Ministre de Sanitat i Consum. Els seus funcions principals seran les de representar, programar, dirigir i coordinar les activitats de l'Institut.

## Organigrama
Es divideix en una secretària general amb la missió principal de gestionar l'Institut, econòmica, financera, pressupostària així com el personal del centre. I cinc subdirecions generals:
- Subdirecció General de Serveis Aplicats, Formació i Recerca.
- Subdirecció General d'Avaluació i Foment de la Recerca.
- Subdirecció General de Xarxes i Centres de Recerca Cooperativa.
- Subdirecció General de Programes Internacionals de Recerca i Relacions Institucionals.
- Subdirecció General de Recerca en Teràpia Cel·lular i Medicina Regenerativa.

## Subdivisions Generals

### Subdirecció General de Serveis Aplicats, Formació i Recerca
La seva funció principal serà la d'investigar i avaluar els riscos mediambientals com a condicionants de la salut. La recerca i diagnòstic microbiològic.
Centres:
Centro Nacional d'Epidemiologia
Centro Nacional de Medicina Tropical
Centro Nacional de Microbiologia
Centro Nacional de Sanitat Ambiental
Escoles:
- Escola Nacional de Sanitat
- Escola Nacional de Medicina del Treball

Instituts:
- Institut Nacional de Bioinformàtica
- Institut de Recerca de Malalties Rares

Unitats:
- Unitat de Recerca en Telemedicina i e-Salut
- Unitat Funcional de Recerca en Malalties cròniques
- Unitat de Recerca en Cures de Salut (INVESTEN)

### Subdirecció General d'Avaluació i Foment de la Recerca
Avaluació i seguiment de la recerca extramural en ciències de la salut així com la coordinació de les activitats de recerca.
Agències: Agencia d'Avaluació de Tecnologies Sanitàries.

### Consorcis i Xarxes Temàtiques
- Centres de Recerca Biomèdica en Xarxa (CIBER)
- CIBER de Bioenginyeria, Biomaterials i Nanomedicina (CIBER-BBN)
- CIBER de Diabetis i Malalties Metabòliques Associades (CIBERDEM)
- CIBER de Malalties Hepàtiques i Digestives (CIBEREHD)
- CIBER de Malalties Rares (CIBERER)
- CIBER de Malalties Respiratòries (CIBERES)
- CIBER d'Epidemiologia i Salut Pública (CIBERESP)
- CIBER de Malalties Neurodegeneratives (CIBERNED)
- CIBER d'Obesitat i Nutrició (CIBEROBN)
- CIBER de Salut Mental (CIBERSAM)
- Plataforma Espanyola d'Assaigs Clínics (CAIBER)
- Xarxes Temàtiques (RETICS)